# William D. Jackson
William Douglas Jackson var under 1. verdenskrig en britisk RNAS- og RAF-pilot, som var flight commander for første angrebsbølge i bombardementet af luftskibsbasen i Tønder 19. juli 1918. Fra sit Sopwith Camel biplan jagerfly lettet fra hangarskibet HMS Furious ud for Ringkøbing Fjord kastede han nogle af de første bomber mod Toska-hallen og satte derved luftskibene L 54 og L 60 i brand.
Efter nødlanding ved Guldager nær Esbjerg, hvor han satte flyet i brand, kom han under internering i det krigsneutrale Danmark, men flygtede straks tilbage til Edinburgh.

Der vides intet videre om Jacksons private forhold og uddannelse som pilot, bortset fra han må have fået nogenlunde samme uddannelse som de øvrige piloter, der deltog i samme mission, se Dickson, Smart og Yeulett.

## Raid mod Tønder 19. juli 1918
Kaptajn William Jackson, kaptajn William Dickson og løjtnant N.E. Williams lettede lidt over kl. 3 om morgenen fra Hangarskibet HMS Furious 40 mil vest for Lyngvig fyr med opgave, hver med 2 bomber á 50 pund (22,7 kg), at bombardere Toska-dobbelthallen i den første angrebsbølge mod luftskibsbasen i Tønder knap 1½ times flyvning og 150 km mod syd.

Flyene i første bølge under ledelse af Jackson fløj langs kysten i 5.000 fods højde sydpå mod Blåvandshuk, drejede længere østover og gik det sidste stykke over Tyskland op i 6.000 fod. Luftmeldeposten ved Skærbæk slog alarm kl. 4.32.
Upåagtet dykkede de 3 fly kl. 4.35 ned over hallerne. Dickson kastede fra 700 fod højde sin første bombe ved en fejl mod Tobias-hallen, hvorfor Jackson og Williams var derfor de første, som ramte Toska-hallen.
I andet forsøg må de alle 3 have ramt målet, for hallen ramtes med 5 bomber.
I lav højde undslap flyene over Gallehus Skov mod vest.
Bemandingen af luftværnskanonerne var først på plads da anden angrebsbølge under ledelse af B.A. Smart 10-20 minutter senere ankom og fokuserede deres bombning mod de mindre haller.

## Nødlanding ved Guldager
Flyene fra første bølge havde aftalt at mødes på hjemturen ved Bredebro, hvor Jackson nåede frem kl. 4.55 med motorproblemer. Ved hjælp af tyngdekraften fik han motoren i omdrejninger igen og steg til 10.000 fod, men mistede så til gengæld orienteringen over havet.
Kl. 5.35 stoppede Sopwith Camel-flyets motor helt, men da havde han opdaget kystlinjen og søgte i overensstemmelse med sin instruks nødlanding på en mark vest for Guldager nord for Esbjerg i det krigsneutrale Danmark.

Under landingen ramte flyet et hegn og væltede rundt, men Jackson kom ud og satte ild til flyet og sine kort og andre hemmelige papirer, mens lokale landmænd ilede til og så på.
Da de først troede det var et tysk fly lod de ham være indtil arbejdet var gjort færdigt, men dernæst tog en af landmændene ham hjem til sin bror, som havde været i Amerika og talte rimeligt engelsk, og bød ham på morgenmad inden de med hestevogn kørte til Esbjerg og ankom ved det britiske konsulat kl. 8.30 dansk tid (de øvrige tidspunkter er formentlig angivet i engelsk tid).

## Arrestation i Esbjerg
På det britiske konsulat i Esbjerg ringede man til legationen i København.
2 betjente ankom kl. 11 og bragte Jackson til forhør hos magistraten (byfoged og borgmester).
Ved 12-tiden ankom også løjtnant N.E. Williams, som havde nødlandet på Skallingen og der var blevet arresteret af politiet.
Efter forhør kørtes de i bil til Guldager for at se det udbrændte fly og tilbage i Esbjerg, hvor de blev indlogeret på Palads Hotel.
Ved 17-tiden indbragtes også den newzealandsk-fødte løjtnant Samuel Dawson, som efter nødlanding på Holmsland Klit var blevet iklædt civilt tøj og bragt til Esbjerg Station, hvor han blev anholdt.
Fra anden side havde myndighederne hørt om angrebet og hvor mange fly der var med, så de 3 piloter blev igen krydsforhørt.
Næste dag den 20. juli omkring middag kom konsul Cross på besøg på hotellet og imens lykkedes det Dawson at flygte.
De 2 briter blev derfor sendt til deres værelser, men fik senere samme eftermiddag med assistance fra et dansk flådefartøj og under politibevogtning lov til handle nyt tøj.
Først den 23. juli fik de på prøve fik lov at gå ud alene .
Efter at være blevet det meddelt dagen inden, blev briterne den 30. juli overgivet til de danske militær-myndigheder og sendt med toget mod Århus med egen kupé. Konsul Cross var også med og fortalte der stod en mand klar på Horsens Station med 2 cykler til eventuel flugt.
Ankommet dertil opgav de 2 briter dog at undslippe ud af vinduet fra toilettet, fordi en officer stod på vagt udenfor.

## Internering i Århus
I Århus blev Jackson og Williams overgivet til interneringslejrens vagtchef kaptajn Ferk (Færch?).
2 andre internerede, løjtnanterne Garriock og Simpson, var også med til modtagelsen på stationen og ankommet til lejren om aftenen, fortalte de en nøje udtænkt en flugtplan, ifølge de uset af 3 vagter, når vinden var fra sydvest, kunne undslippe barakken gennem et plankværk og nå ud til en sejlbåd, som lå klar.
Danskeren hr. Halling forklarede at der sejlede et dampskib fra Århus til København hver aften kl. 23.30 og tilbød at hjælpe dem videre, hvis de nåede dertil.
Den følgende torsdag gjordes klar til flugtforsøg fra lejrens cykelskur, men vagterne blev mistænksomme og forsøget opgivedes.
Den følgende mandag var vagtmanden døsig, men briterne syntes alligevel det var for underligt at flygte, fordi han havde for vane at sove i deres opholdsrum.
De internerede kunne få bevilget udgang på højst 12 timer hvis de skrev sig i vagtbogen.
En dag lavede de 4 et snedigt trick, hvor de snød den underordnede vagtmand til at tro, at de 4 måtte gå ud, selvom kun 2 skrev sig i bogen, hvilket chefen havde givet tilladelse til.
Der placeredes dukker i Jackson og Williams' senge og først kl. 11 næste dag alarmeredes myndighederne.

## Flugten hjem til Skotland
I mellemtiden var Jackson og Williams sammen med Halling taget med damperen til København og ankom uantastet hos en af Hallings venner, som gav dem morgenmad og havde en sejlbåd klar.
Jackson tog alene sporvognen ned til havnen og genfandt hjælperne og Williams, og ved middagstid stævnede de ud mod Sverige i sejlbåden.
En svensk tolder opdagede, at de 2 briter sattes i land med en jolle og hjælperne returnerede.
Briterne spadserede mod Helsingborg, men blev standset af tolderen, som tvang dem med til Fortuna ved Malmø, hvor de fik mulighed for at ringe den britiske konsul op og aftalte at mødes med ham kl. 20 i Landskrona.
Dagen efter mødtes de med borgmesteren og kom under forhør, men nægtede at fortælle hvordan de var kommet til Sverige.
Det endte med de fik lov at rejse til Gøteborg hvor de mødtes med en anden britisk konsul, som med telegram fra Stockholm fik arrangeret, at de den 10. august kunne udrejse med færgen til Kristiania (Oslo) og næste dag tage toget til Bergen, hvor de igen mødtes med en britisk konsul, som sørgede for de den 12. august kunne tage med det canadisk ejede dampskib SS Prince Arthur til Edinburgh, hvor de ankom den 13. august 1918.

## Hædret med DFC-medalje
Den 20. september 1918 hædredes kaptajn W.D. Jackson med Distinguished Flying Cross-medaljen, for at have ledet sin eskadrille på et langdistancebombetogt mod en fjendtlig flyvestation under meget vanskelige forhold og gennemført en vellykket angreb fra en lav højde under svær fjendtlig beskydning.
Samtidig hædredes adskillige andre piloter med samme medalje, heriblandt løjtnanterne N.E. Williams og W.A. Yeulett, sidstnævnte dog posthumt.

Den newzealandske løjtnant S. Dawson undslap ligeledes gennem Skandinavien og hædredes i december 1918 på samme måde.

## Eksterne links
1. ↑  The Escape Story of Capt. W. D. Jackson - tondernraid.com
2. ↑  HMS Furious (CV-3), an early carrier of the Royal Navy Arkiveret 31. marts 2015 hos  Wayback Machine - acepilots.com
3. ↑  The Story of the Raid on Tondern 19th July 1918 - tondernraid.com
4. ↑  British Attack July 1918 - militarian.com
5. ↑  On this day 19 July 1918 - fleetairarmoa.org
6. ↑  Operation F7 - modelingmadness.com
7. ↑  The Tondern Raid Arkiveret 29. oktober 2014 hos  Wayback Machine - Sopwith Camel ISBN 978-1-78096-176-7
8. ↑  War on Zeppelins - Thames Star 22. juli 1918
9. ↑  The Admiral's Orders for the Raid on Tondern - tondernraid.com
10. ↑  Awarded the Distinguished Flying Cross - naval-history.net
11. ↑  Lieut. Sam Dawson wins the Distinguished Flying Cross - Te Puke Times 6. december 1918